# Archidium capense
Archidium capense är en bladmossart som beskrevs av Hornschuch 1841. Archidium capense ingår i släktet Archidium och familjen Archidiaceae. Inga underarter finns listade i Catalogue of Life.